# Grange Alexander-Solomon-Walbridge
La grange Alexander-Solomon-Walbridge est une grange dodécagonale située à Mystic (Saint-Ignace-de-Stanbridge) en Estrie au Québec.
Construite en 1882, il s'agit de la plus ancienne grange polygonale du Québec et la seule à douze côtés. Elle est nommée en l'honneur d'Alexander Solomon Walbridge (1828-1897), inventeur et entrepreneur de la région qui l'a fait construire sur le domaine de la famille Walbridge.

## Historique

### Alexander Solomon Walbridge

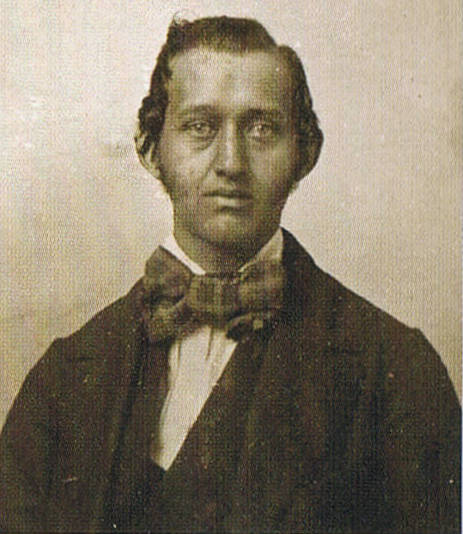
Alexander Solomon Walbridge

Né en 1828 à Mystic dans le canton de Stanbridge, Alexander Solomon s'intéresse davantage à la mécanique qu'à l'agriculture et aux travaux sur la ferme de son père, Solomon. Alexander Solomon part donc en 1846 pour étudier le métier de constructeur de moulins à Littleton au New Hampshire avec Peter Paddleford.
À son retour, il met au point plusieurs inventions qu'il fait breveter au Canada et aux États-Unis, dont une scierie qui fait la première page d'un numéro du magazine Scientific American en 1862. Il décide également de créer une entreprise. La fonderie Mystic Iron Works voit le jour en 1868 et fabrique plusieurs équipements pour les scieries. Le chemin de fer en pleine expansion dans la région, Alexander Solomon déploie plusieurs efforts afin d'avoir une gare à Mystic, près de sa fonderie. Il ne faut que quelques années avant que Mystic n'ait sa propre gare et que la fonderie se voit confier du travail de réparation et de tournage de roues pour la compagnie Lake Champlain and St. Lawrence Junction Railway (en), une division de la South Eastern Railway (en).

### Domaine Walbridge

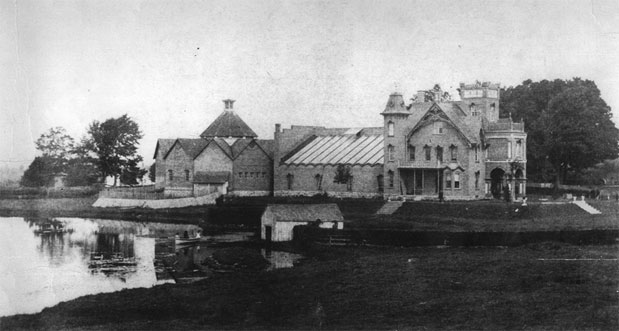
La grange et le Lakelet Hall vers 1887 alors que la serre n'est pas complétée

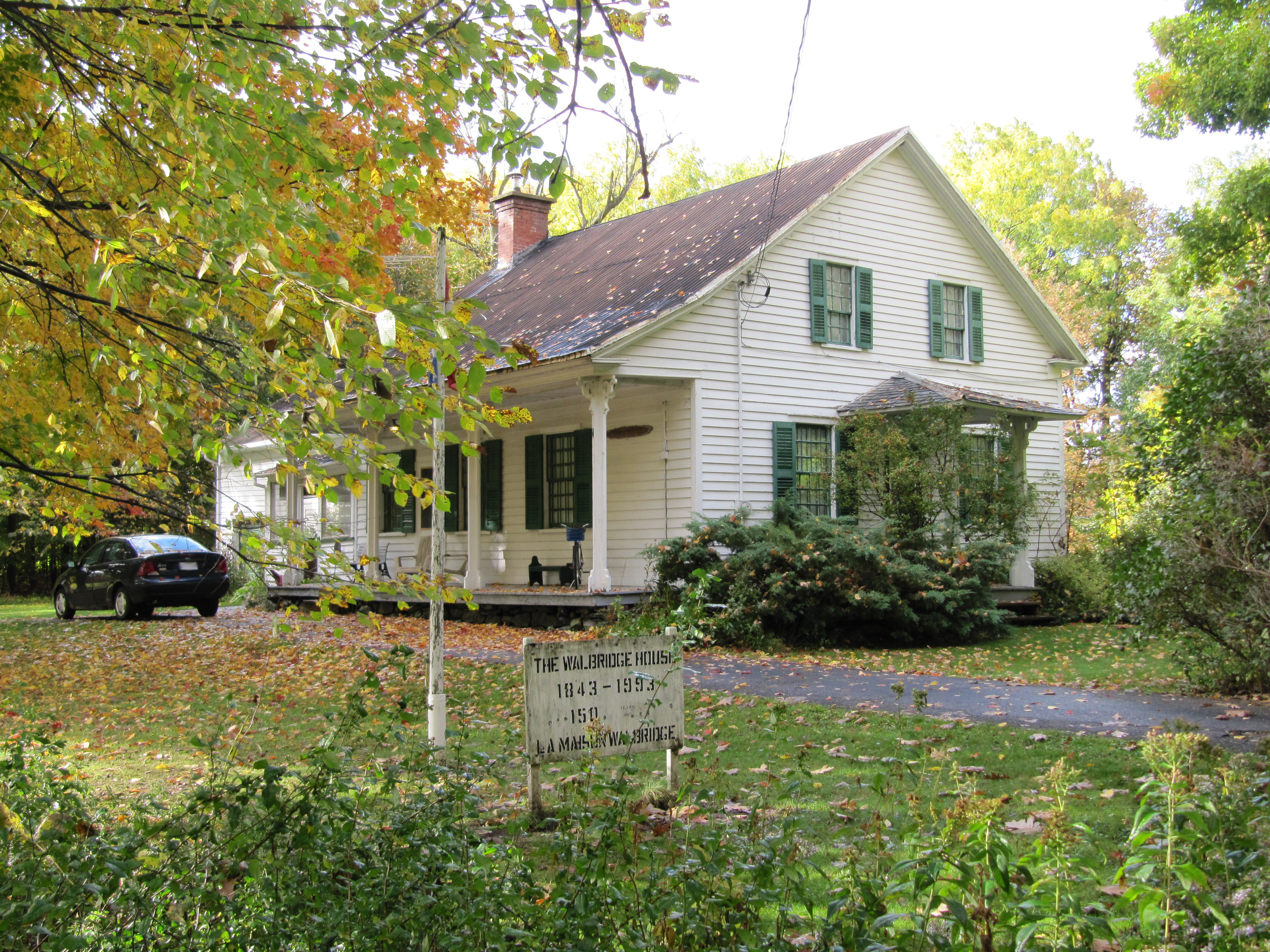
La maison Walbridge construite en 1843, toujours située près de la grange

Marié depuis 1869 à Harriet Eliza Taylor, Alexander Solomon décide de se construire un immense domaine afin de refléter sa position sociale et économique. Il commence par fabriquer la grange dodécagonale.
Bien que ce type de construction existait depuis plus d'un siècle, il s'agit de la première grange polygonale construite au Québec.
Walbridge est également l'architecte du Lakelet Hall et de sa serre adjacente. Il s'agit d'un château de 25 pièces terminé en 1887. Le corps principal de la maison mesure 13,7 m par 12,2 m et l'ensemble du projet a coûté 11 500 $.
Dix ans plus tard, en septembre 1897, Alexander Solomon effectue des travaux de réparation à sa centrale lorsqu'un porte en trappe lui tombe sur la tête et le blesse mortellement. Le Lakelet Hall est rapidement inhabité et on prend la décision de faire démolir le château et la serre en 1942 et 1943.
La grange est rénovée pendant plusieurs années par Stephen Walbridge, petit fils d'Alexander Solomon. En 2004, on la nomme monument historique et on y inaugure un musée en mai 2010, dans le cadre du Musée Missisquoi.

## Architecture
La grange a un diamètre de 24 m. Chacun des douze côtés a une largeur de 6,25 m. La structure repose sur des fondations en maçonnerie et s'élève sur deux étages, le rez-de-chaussée servant d'étable et l'étage servant principalement de fenil. L'édifice est en charpente en bois recouverte de planches à clins peintes rouge. Le toit, est en forme de collerette est équipé d'un lanternon-ventilateur. Initialement couvert de feuilles de tôle goudronnées est aujourd'hui en fait tôle à baguette.
La grange est équipée d'une plaque tournante, inspirée du domaine ferroviaire, afin de faciliter le passage des charrettes à l'intérieur.